# Vis (voeding)

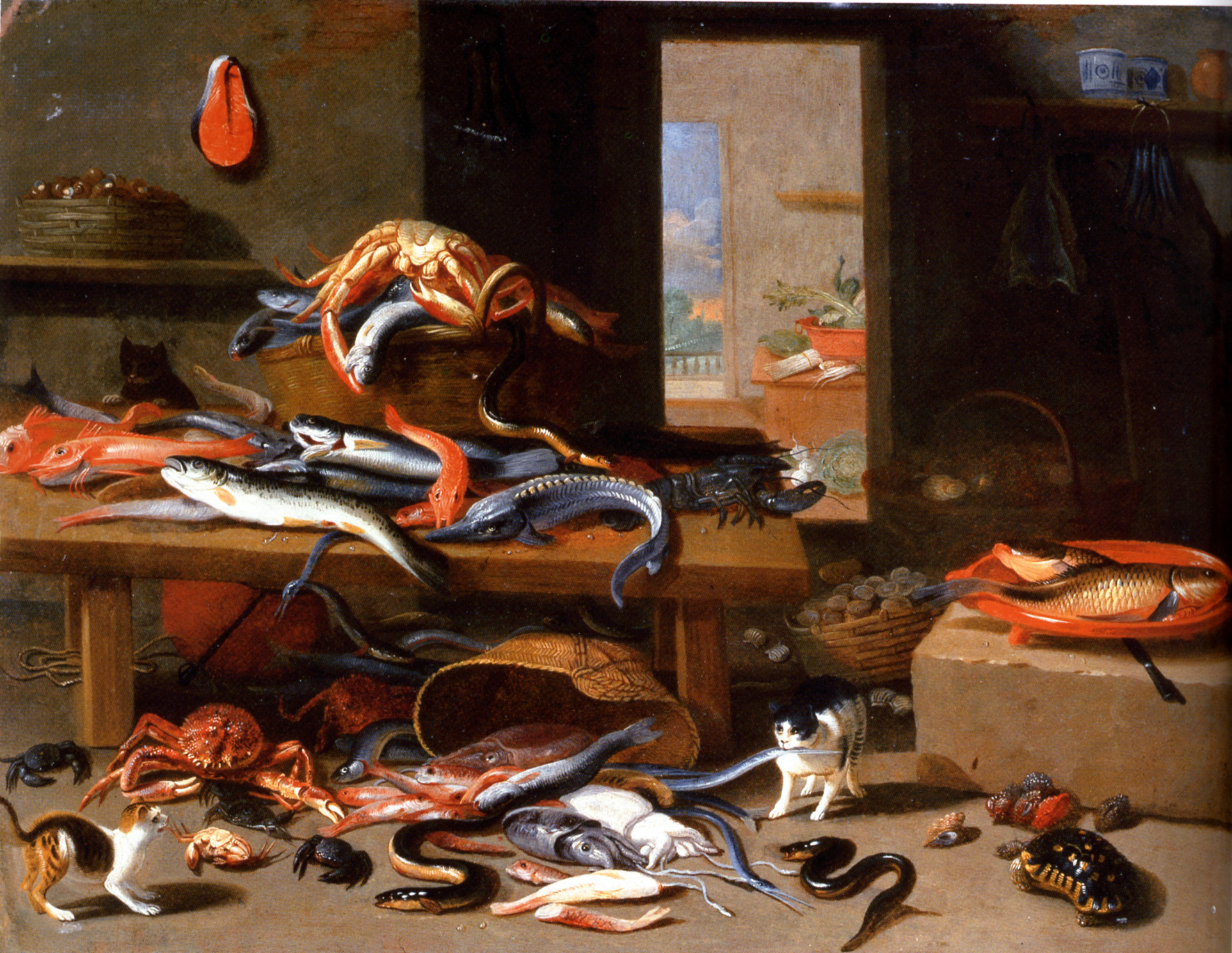
Jan van Kessel: Een stilleven

Vis als voedsel kan onderscheiden worden in zoutwatervis, zoetwatervis en trekvis. Deze kunnen vervolgens weer worden onderverdeeld in magere- en vette vis. Platvis en rondvis is een indeling naar vorm.
Van de ongeveer 30.000 soorten vissen wordt een betrekkelijk klein aantal gevangen en bereid als voedsel. Andere zeedieren als kreeft, mosselen en inktvis worden ook wel als 'vis' aangeduid, hoewel deze dieren biologisch geen vissen zijn.

## Gebruik
Vis wordt vaak als (onderdeel van een) maaltijd zoals lunch of avondmaaltijd gegeten. Ook eet men visproducten als tussendoortje zoals Hollandse nieuwe, kibbeling of kuit op een toastje. Vis kan worden gebakken, gebraden (in de oven), gegrild (eventueel op de barbecue) of gestoomd worden bereid. In sommige Aziatische landen wordt vis rauw gegeten maar in de Europese landen vrijwel nooit, soorten die niet worden gebakken of gekookt, worden gedroogd, gepekeld of gerookt, wat een conserverende werking heeft. Ook haring wordt niet rauw gegeten, maar heeft een zeker conserveringsproces ondergaan.

## Vangst
Niet alle soorten zijn geschikt voor consumptie; veel soorten zijn moeilijk te vangen of zeldzaam, andere soorten zijn niet lekker of zelfs giftig. Vissen die voor de consumptie worden gevangen zijn grofweg te verdelen in zoetwatervissen en zeevissen. Zeevissen worden vaak op grote schaal gevangen met netten, waarbij hele scholen worden opgespoord en gevangen. Zoetwatervissen worden vaak met een fuik of met de hengel gevangen, voorbeelden zijn baars en paling. De vissen worden soms enige tijd in een bassin gehouden, zodat de gronderigheid vermindert.
Vissen worden niet alleen gebruikt voor de menselijk consumptie, maar ook om vismeel te maken, hier worden onder andere diervoeders van gemaakt. 
Vissen zitten vol eiwitten en vetten, zijn hierdoor rottingsgevoelig en bederven snel. Direct na de vangst worden ze in ijs gelegd en tijdens het transport moet de temperatuur goed in de gaten worden gehouden. Soms wordt de vis al op zee al gekaakt, zodat ze direct verpakt kan worden.
De wereldwijde visvangst heeft een invloed op de visstand en het zeemilieu. Zo is er bijvoorbeeld vaak sprake van overbevissing, bijvangst en veroorzaken sleepnetten vaak schade aan het bodemleven in de zee.

## Als voedsel in de cultuur
Vis wordt over het algemeen niet als vlees beschouwd maar er zijn uitzonderingen. Vegetariërs eten geen visproducten omdat deze net als vleesproducten van dieren afkomstig zijn. Pesco-vegetariërs vermijden vlees en gevogelte, maar eten wel vis. In de christelijke traditie wordt op vrijdag vis gegeten (vandaar de uitdrukking "vrijdag visdag"). Alle vissen die schubben hebben en door hun vinnen waarmee ze zich voortbewegen op landdieren lijken zijn toegestaan. Ook binnen het jodendom en de islam is het eten van vis respectievelijk kasjroet en halal. Alleen levend aangetroffen, geschubde vissen mogen worden gegeten.

## Gezondheid
Het eten van vis, met name vette vissoorten zoals paling, makreel, (Atlantische) zalm, haring en sardines, heeft een positief effect op de gezondheid. In het algemeen wordt aangeraden om minstens eenmaal per week vis te eten daar dit de sterfte aan hart- en vaatziekten vermindert, voornamelijk voor mensen in risicogroepen. Er zijn daarnaast aanwijzingen dat de inname van omega 3-vetzuren de kans op dementie verlaagt. Het vet in vissen bestaat uit omega 3-vetzuren (EPA en DHA) dat onder meer belangrijk is voor het functioneren van de hersenen.
Er zijn echter ook nadelen. Zo is het bekend dat zich juist vooral in vette vis verschillende gifstoffen uit het milieu ophopen, onder meer pcb's, dioxines en kwik. De concentraties kwik zijn doorgaans zo klein dat dit meestal niet opweegt tegen de positieve gezondheidseffecten. In bepaalde soorten vis (met name haai, zwaardvis, koningsmakreel en tegelvissen) zijn de concentraties hoger, en het eten van deze soorten wordt dan ook afgeraden aan zwangere vrouwen.

## Graat
Het skelet van vissen wordt graat genoemd, en de 'graatjes' (de ribben van het skelet) worden gezien als een grote ergernis omdat ze uit de mond verwijderd dienen te worden. Als een graat in de keel blijft steken is dit een onprettige ervaring waarbij men een zeer sterke, niet te negeren prikkel krijgt. Hoesten en benauwdheid zijn vaak het gevolg, kloppen op iemands rug is een mogelijke remedie. Er zijn enkele uitdrukkingen over deze ergernis of over de visgraat, zoals;
- Het steekt als een graat in de keel; het wekt zeer veel irritatie op (idem: in het verkeerde keelgat schieten)
- Wie de vis heeft moet ook de graat nemen; men moet naast de voordelen ook de nadelen accepteren (idem: geen rozen zonder doornen)
- Hij spreekt met een graat in zijn keel; hij praat erg bekakt.
- Hij is niet zuiver op de graat; hij is niet eerlijk

Blasius is de heilige van de keelaandoeningen, en dankt zijn titel heilige zelfs aan een visgraat. Hij verloste door handoplegging een stikkende jongen van een graatje in de keel.

## Visfraude
Uit winstbejag worden meermaals goedkopere en soms minderwaardige of ook bedreigde – en dus illegaal gevangen – vissoorten en schelpdieren aangeboden voor consumptie, in plaats van de aangegeven soort. Op wereldschaal zou deze visfraude grote proporties aannemen.
 

## Fotogalerij

### Vissoorten

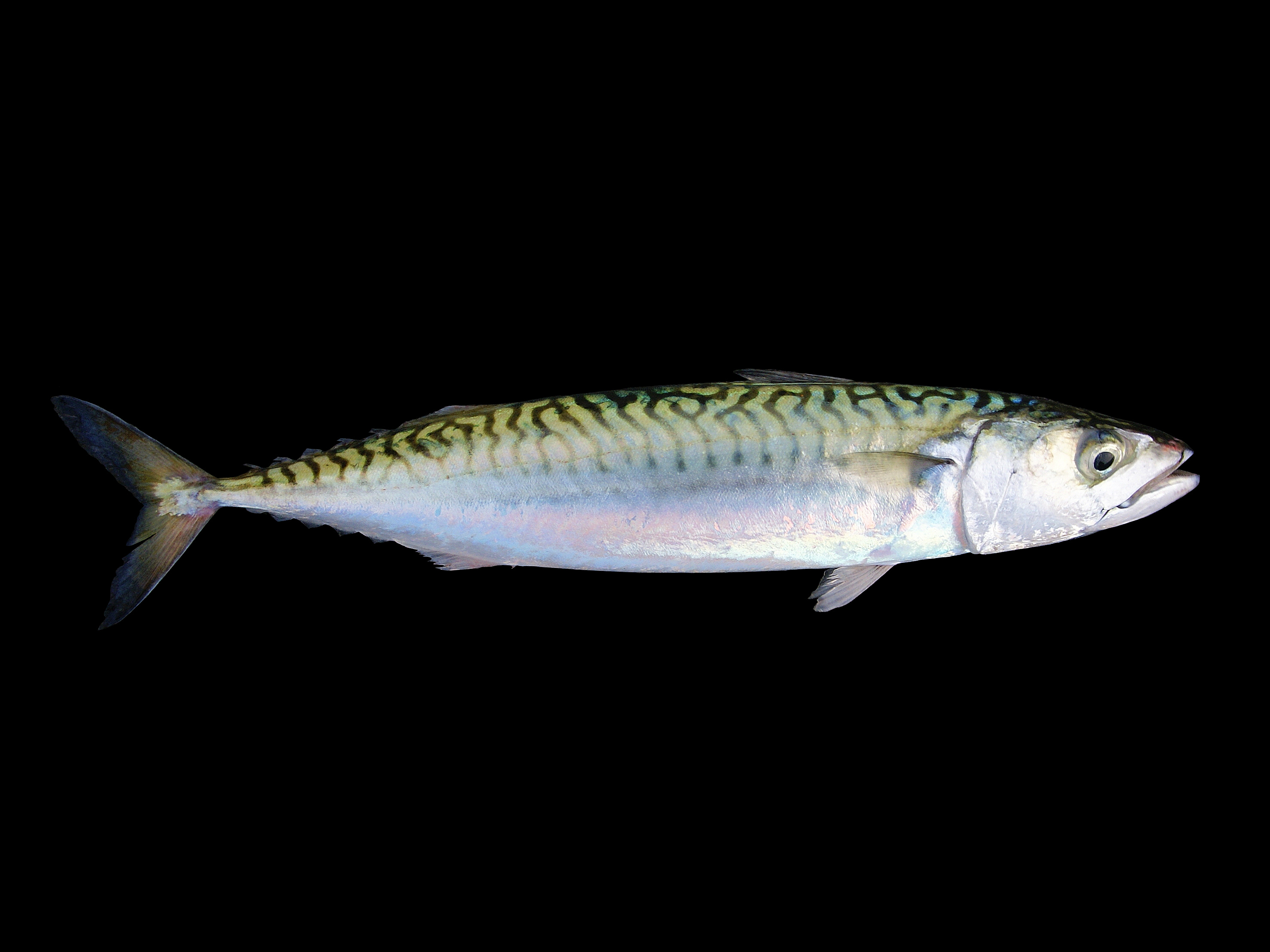
Makreel
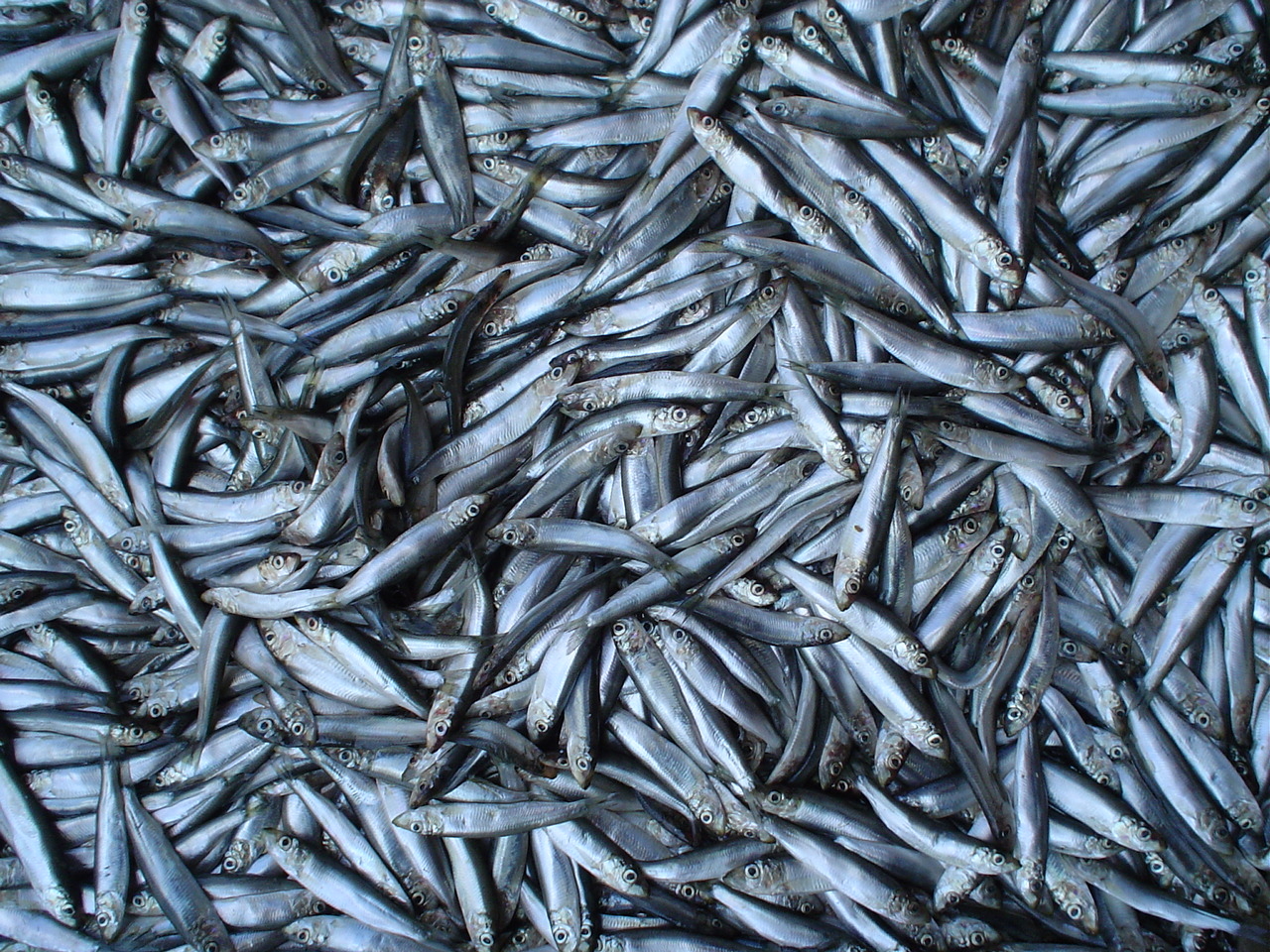
Haring
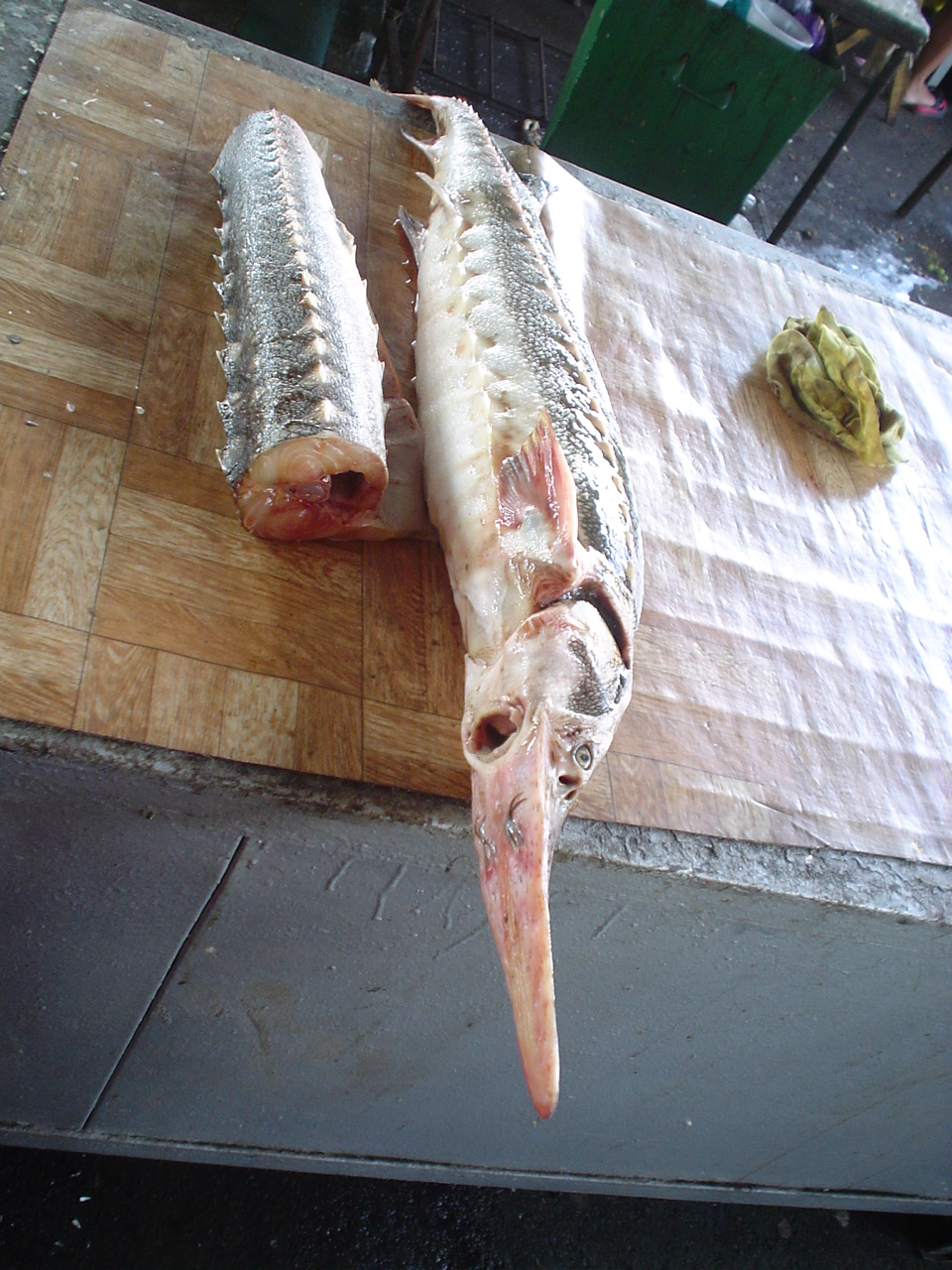
Steur
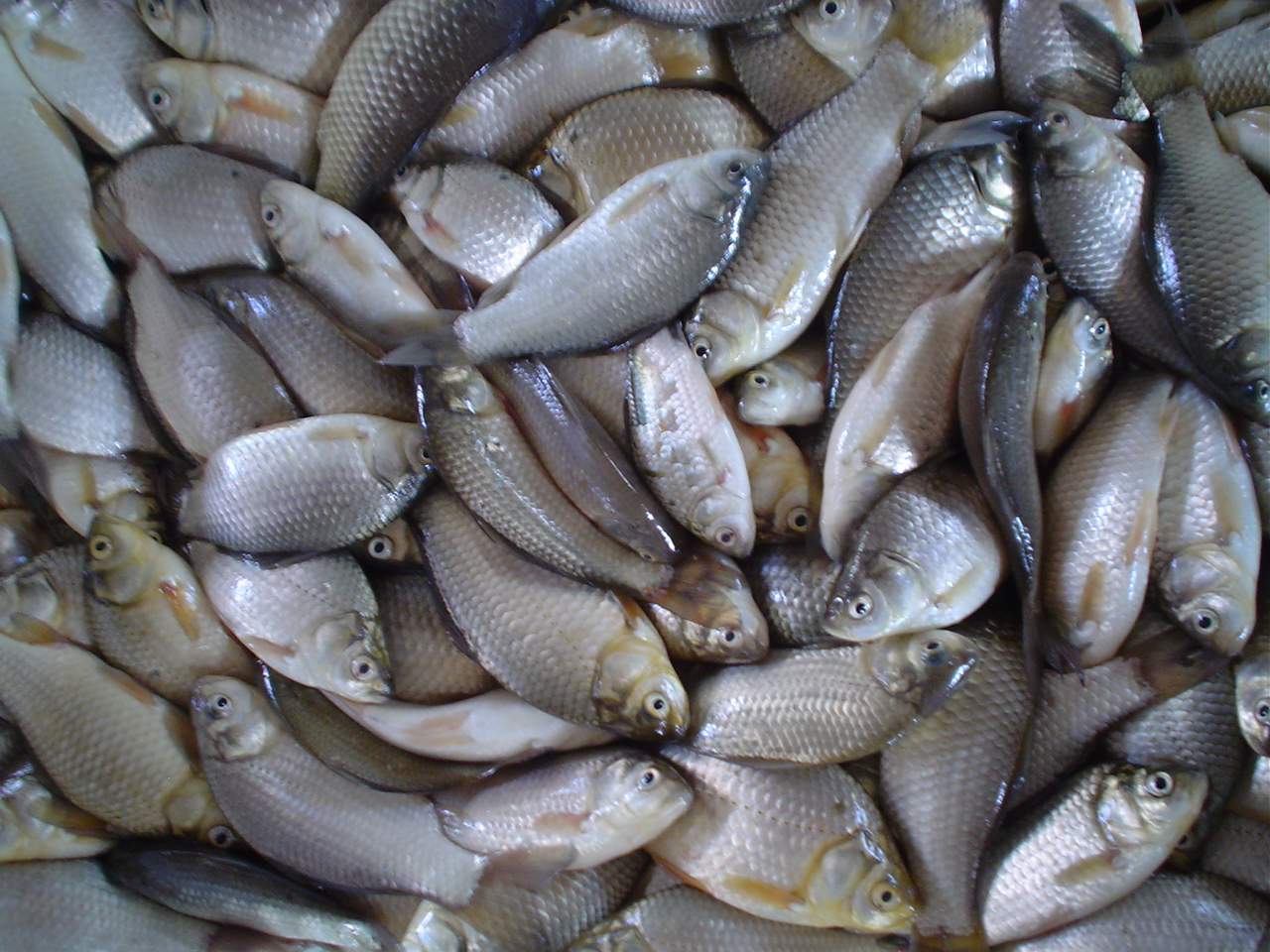
Voorn
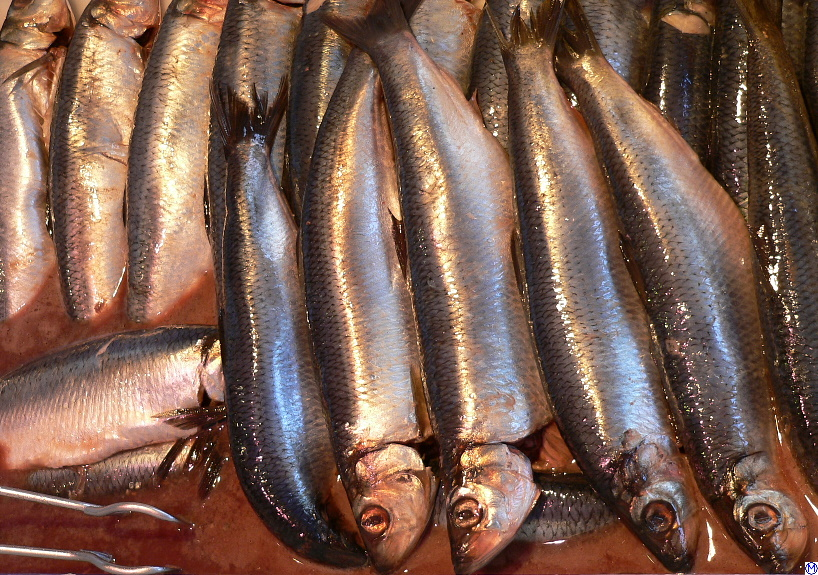
Haring
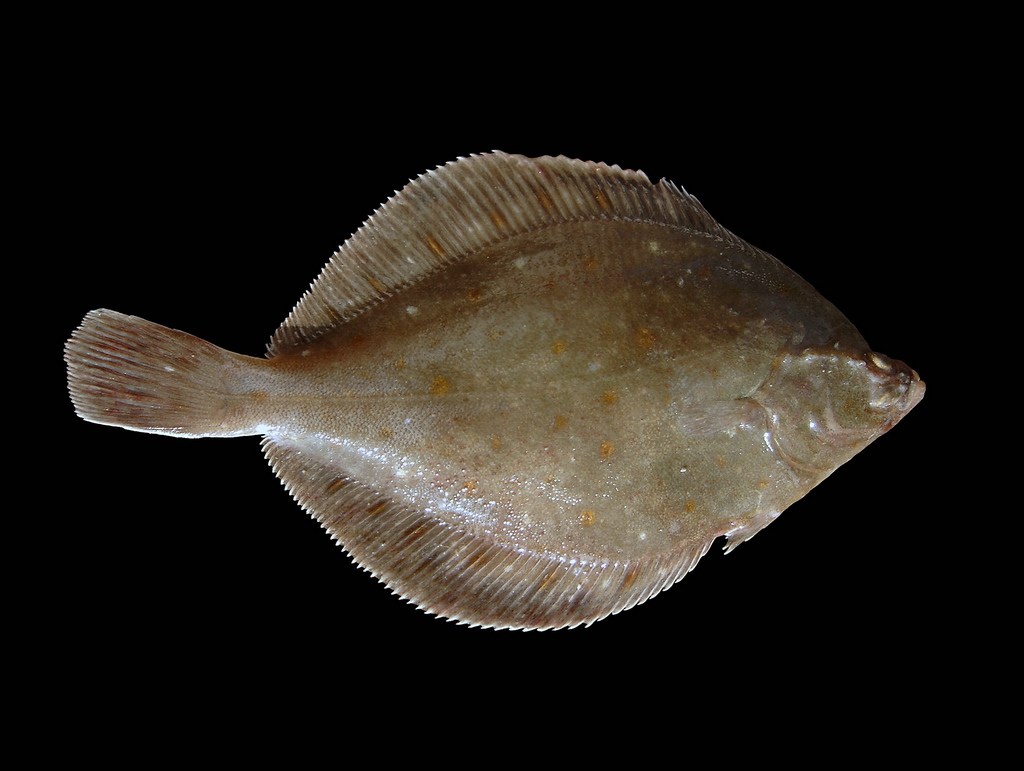
Schol
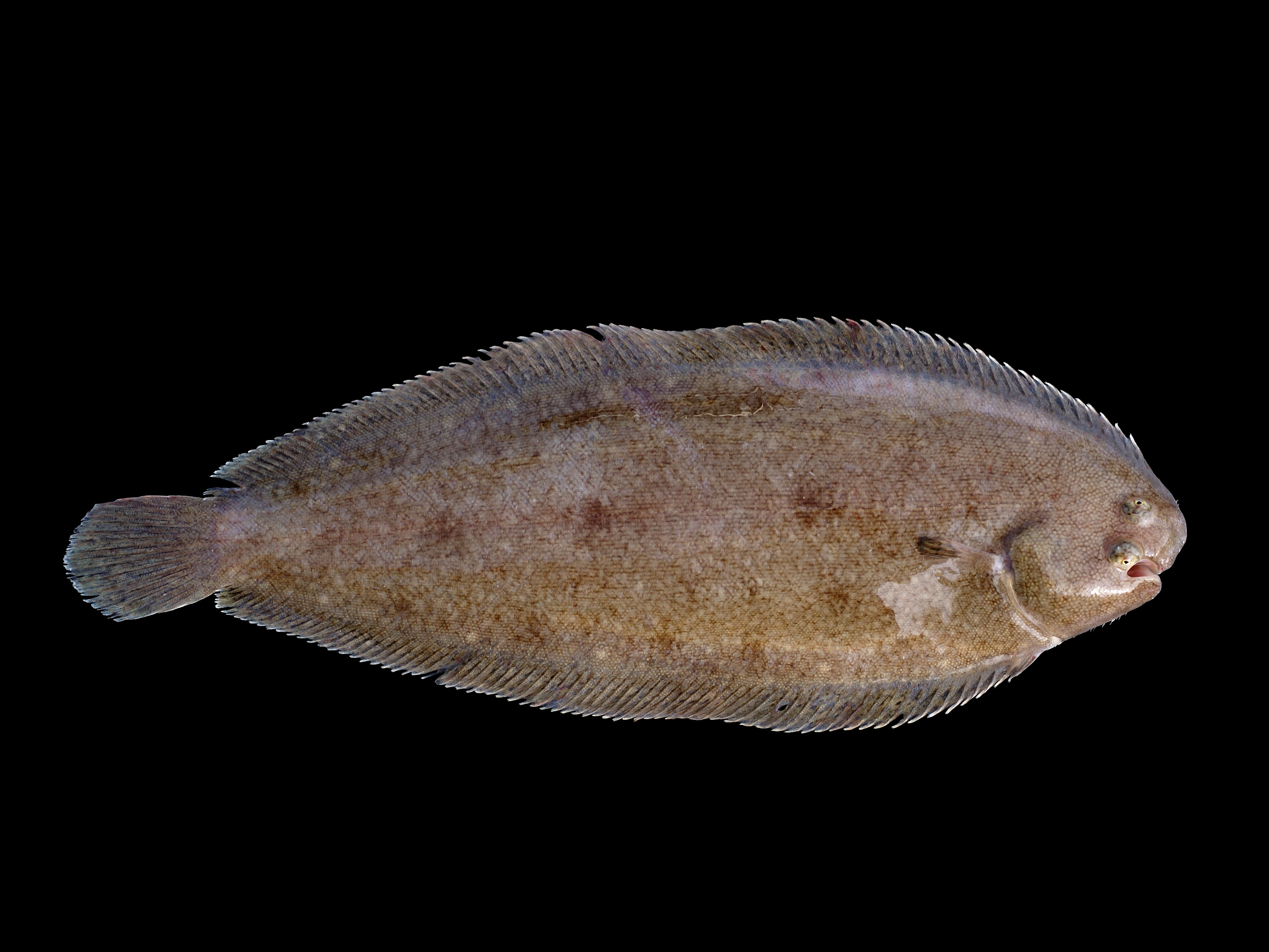
Tong
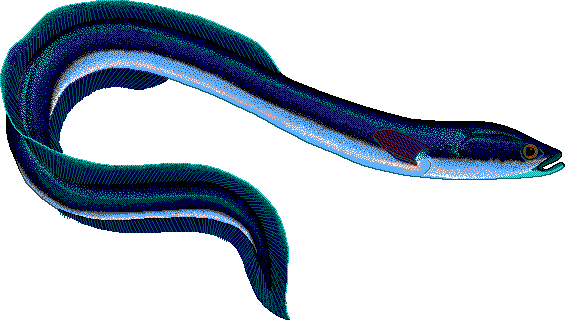
Paling
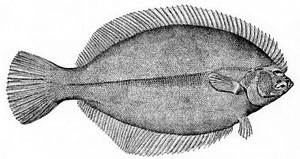
Bot
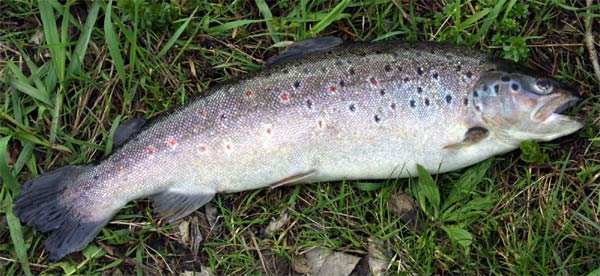
Beekforel
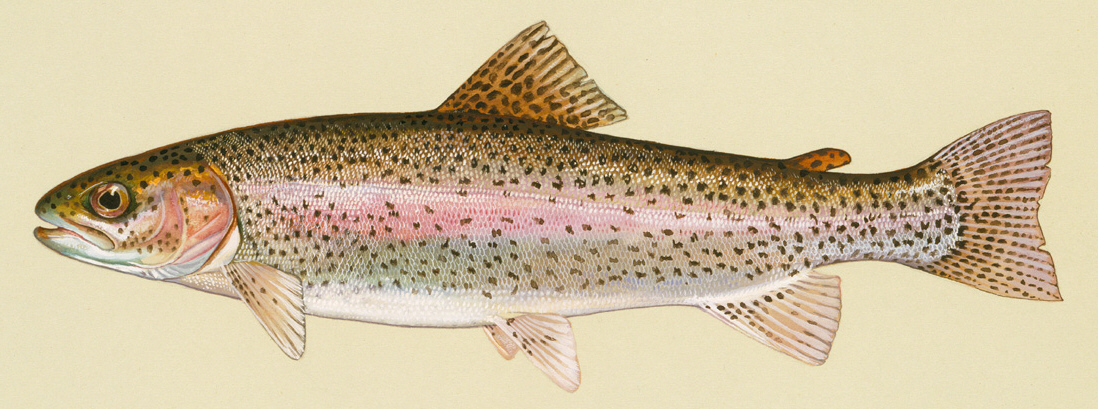
Regenboogforel
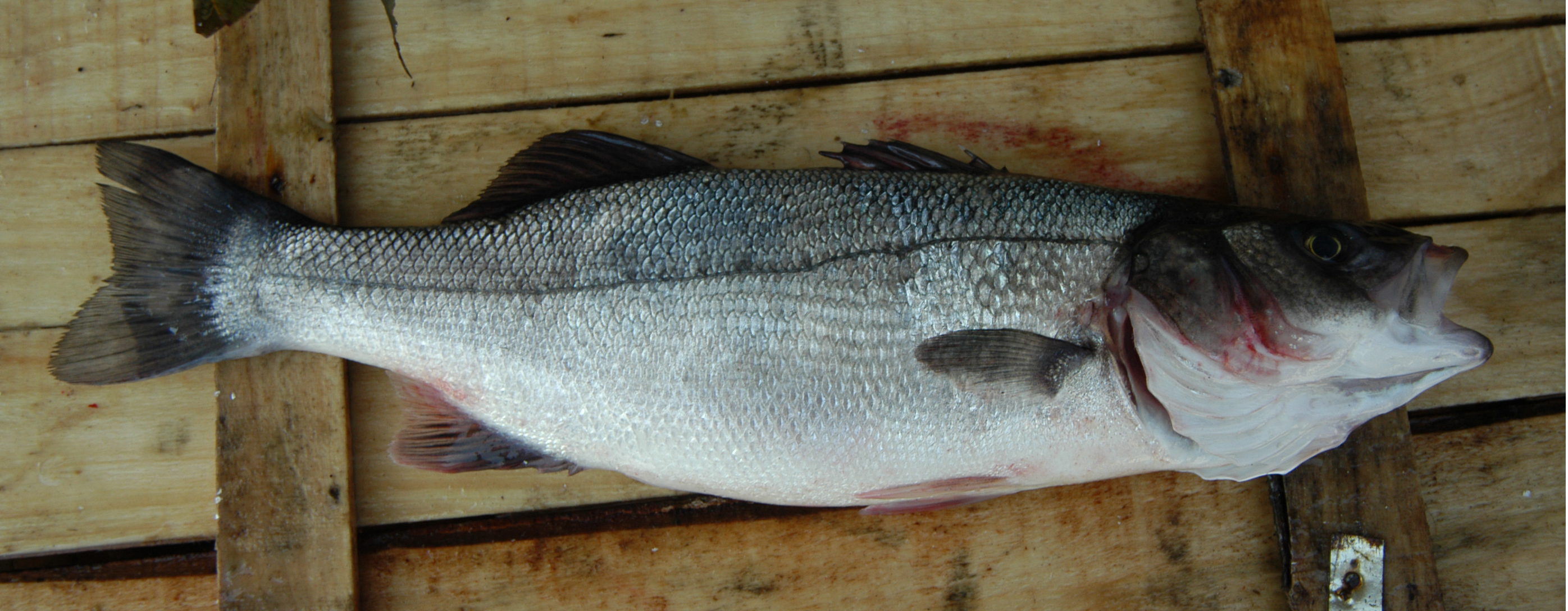
Zeebaars
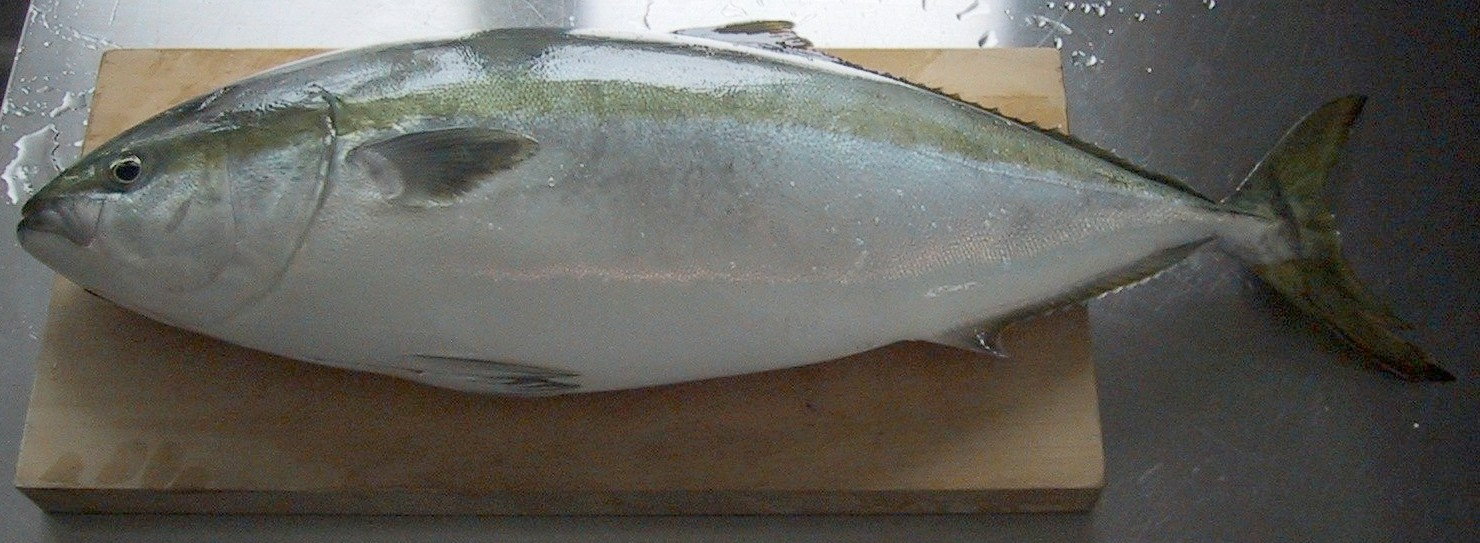
Tonijn
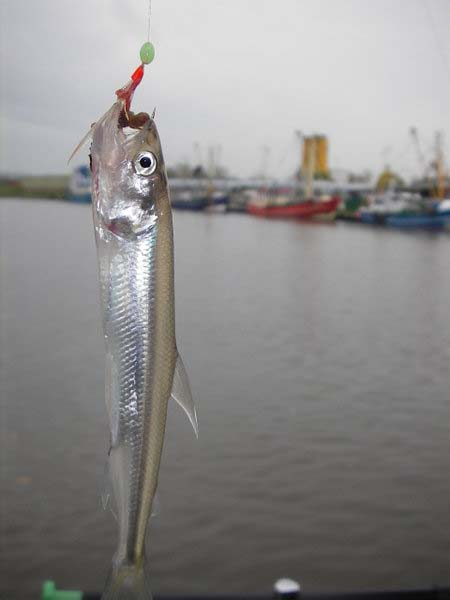
Spiering
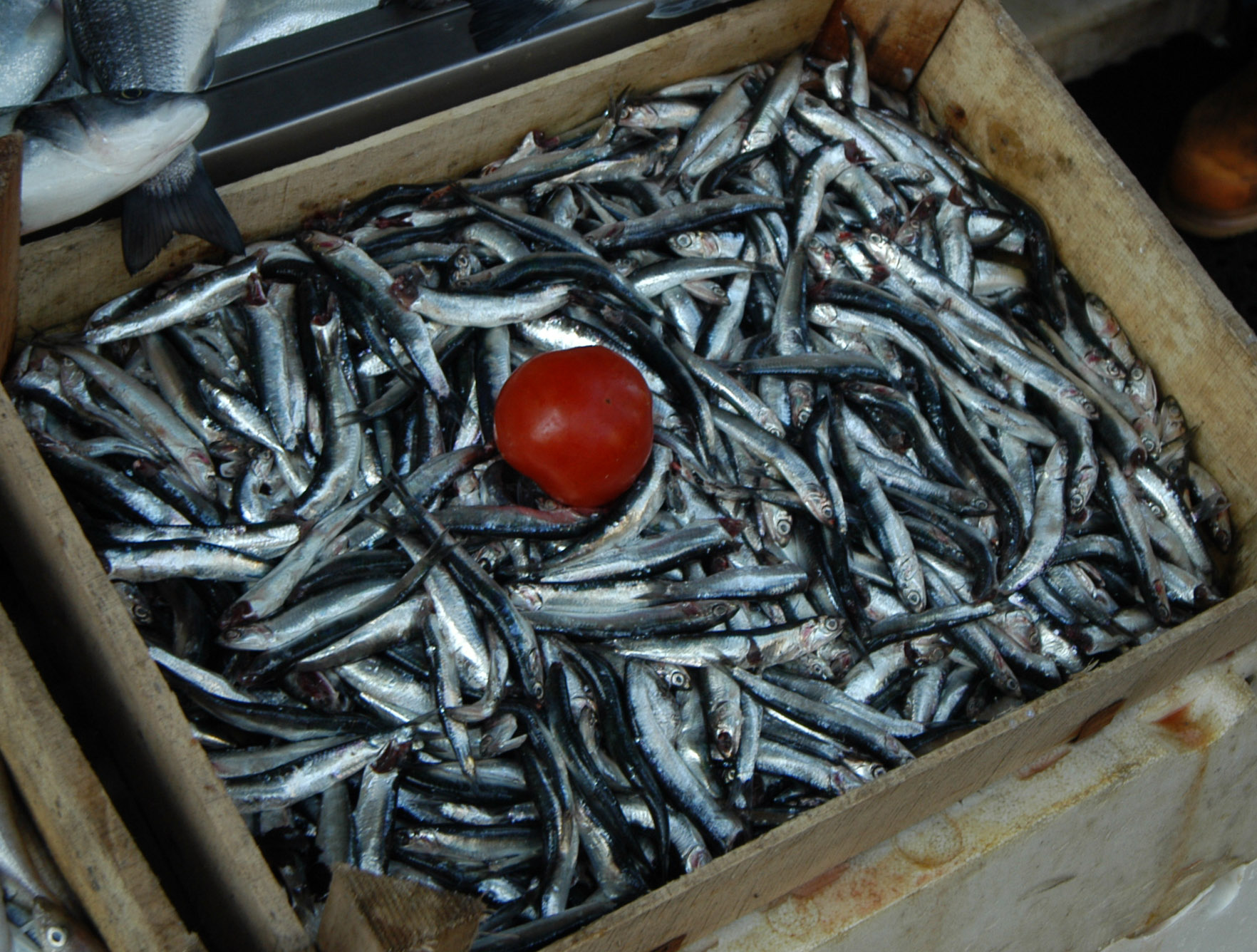
Ansjovis
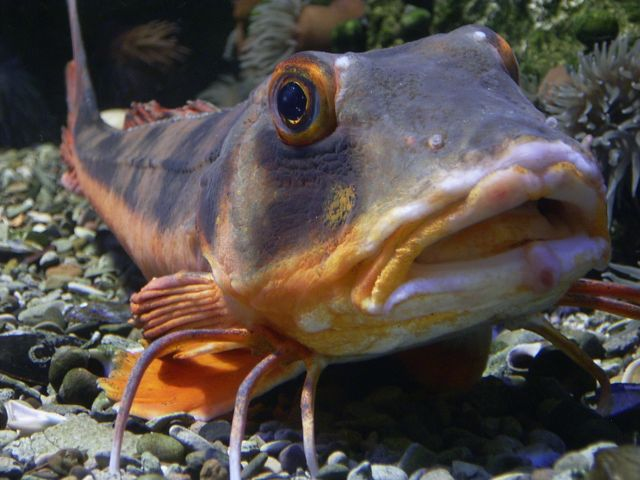
Rode poon
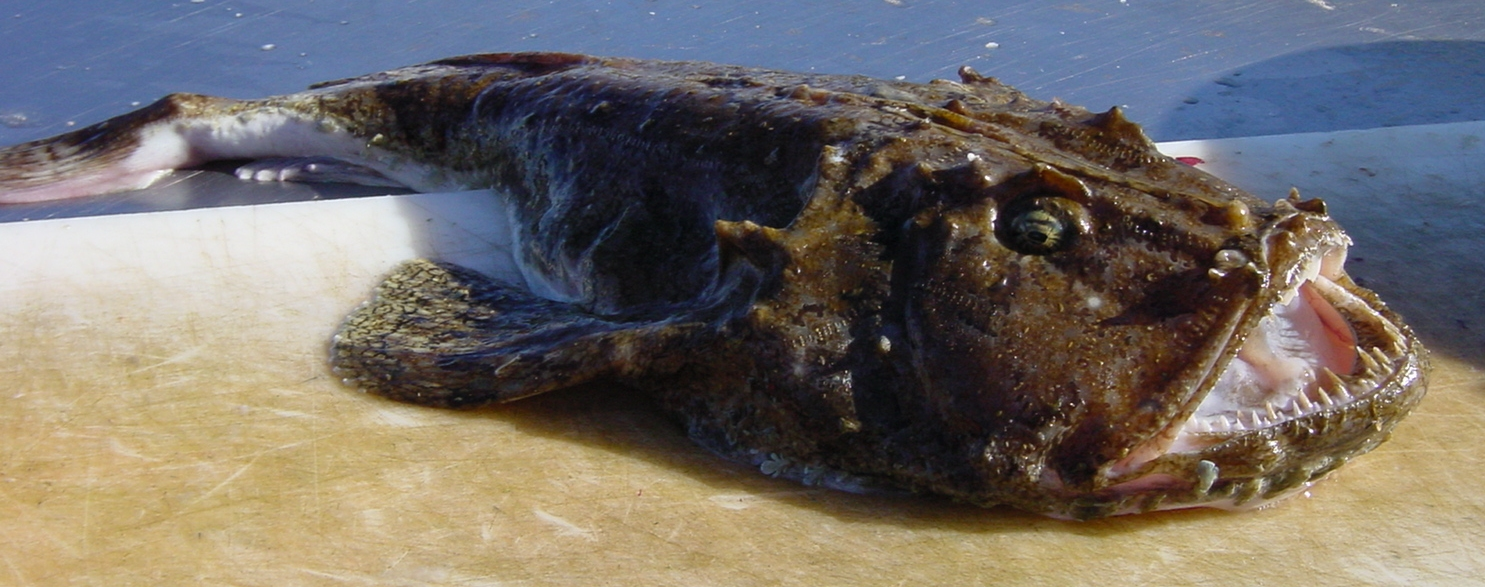
Zeeduivel
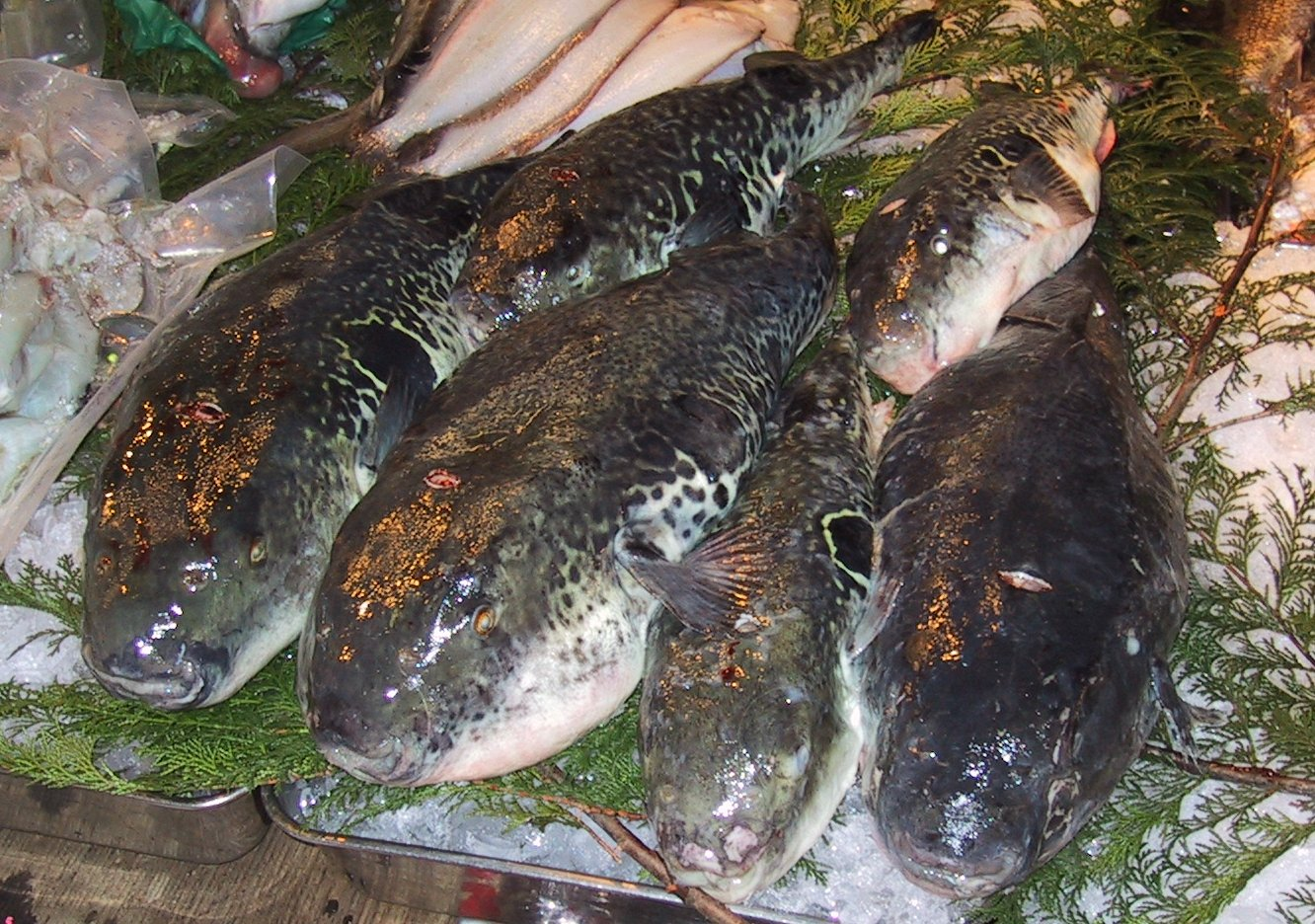
Fugu (egelvis)
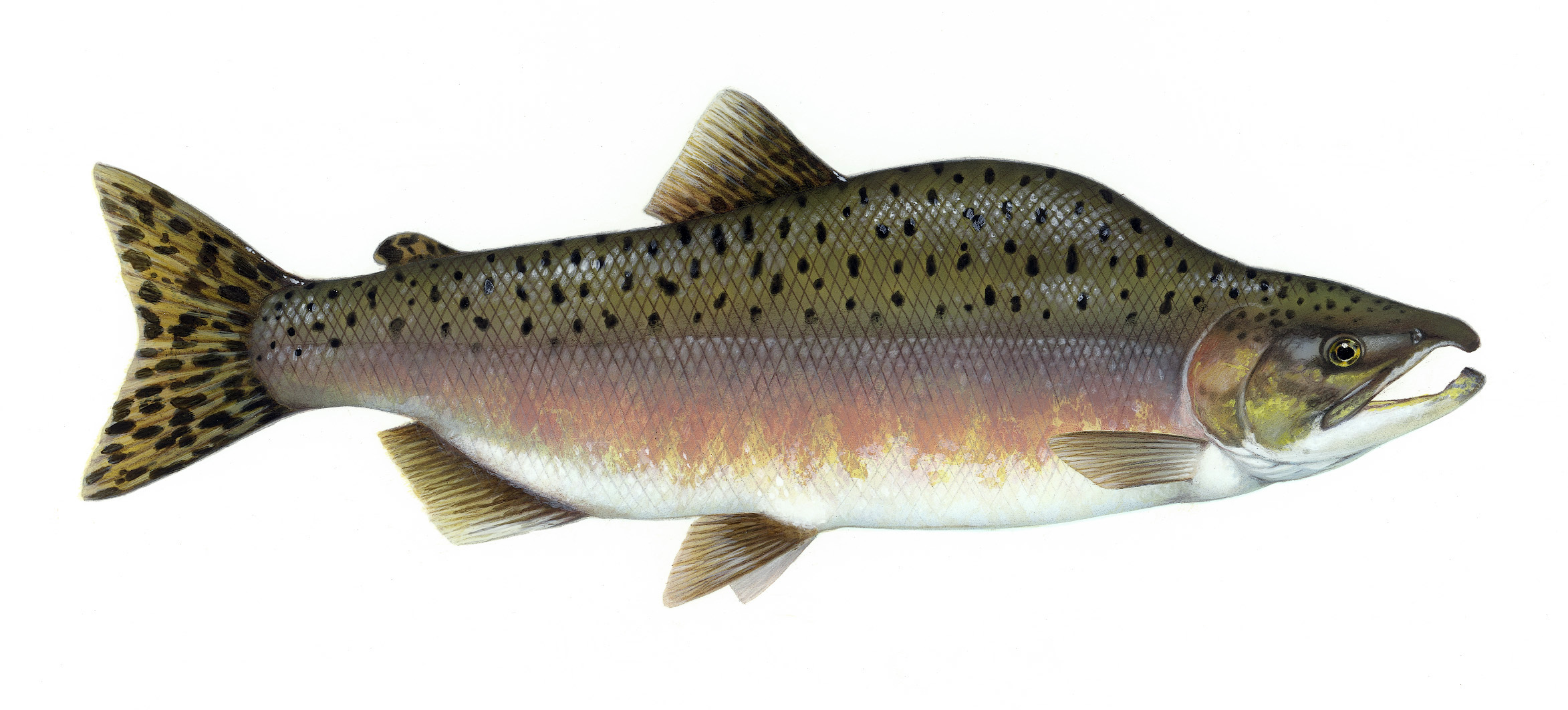
Zalm

### Visproducten

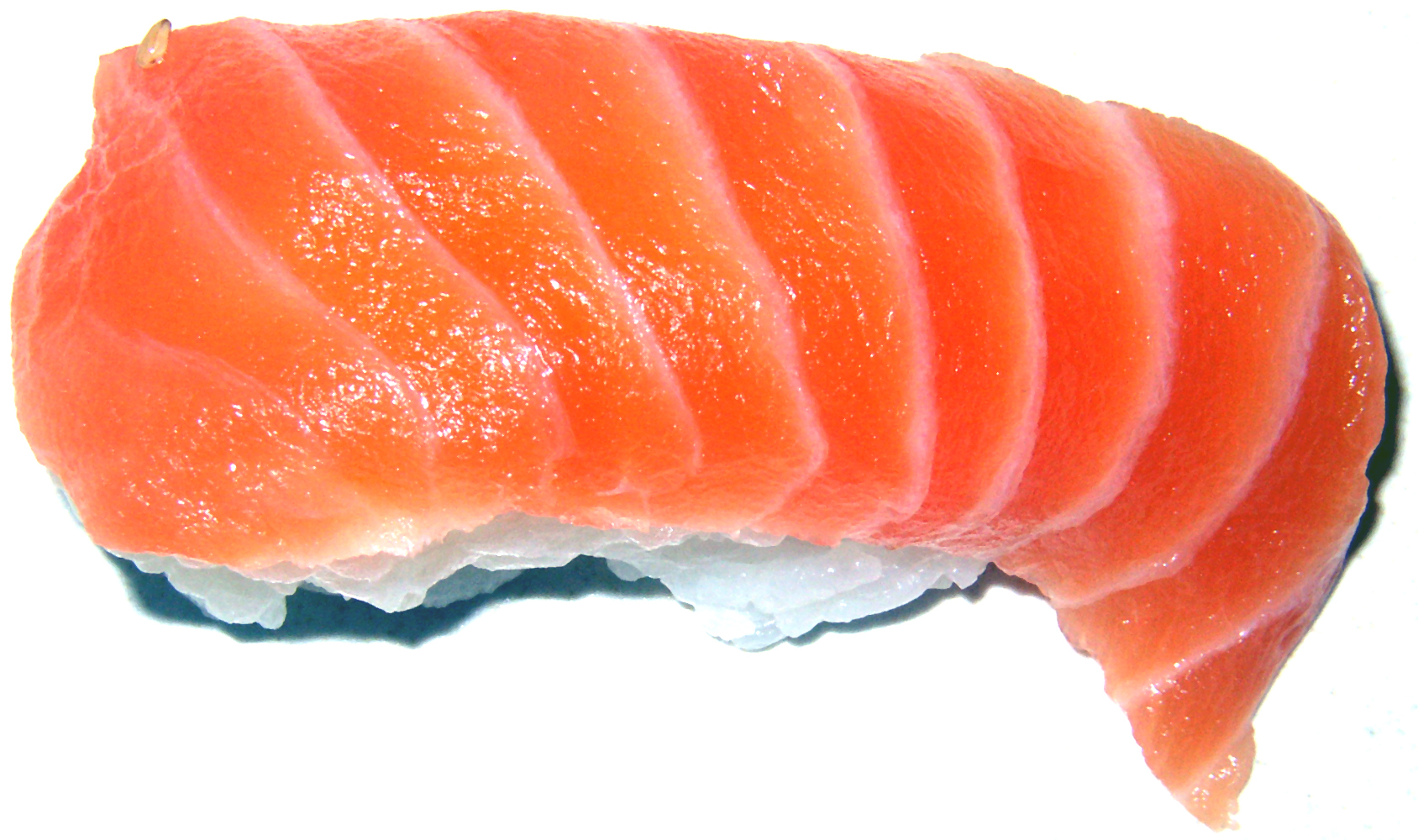
Zalm verwerkt in sushi
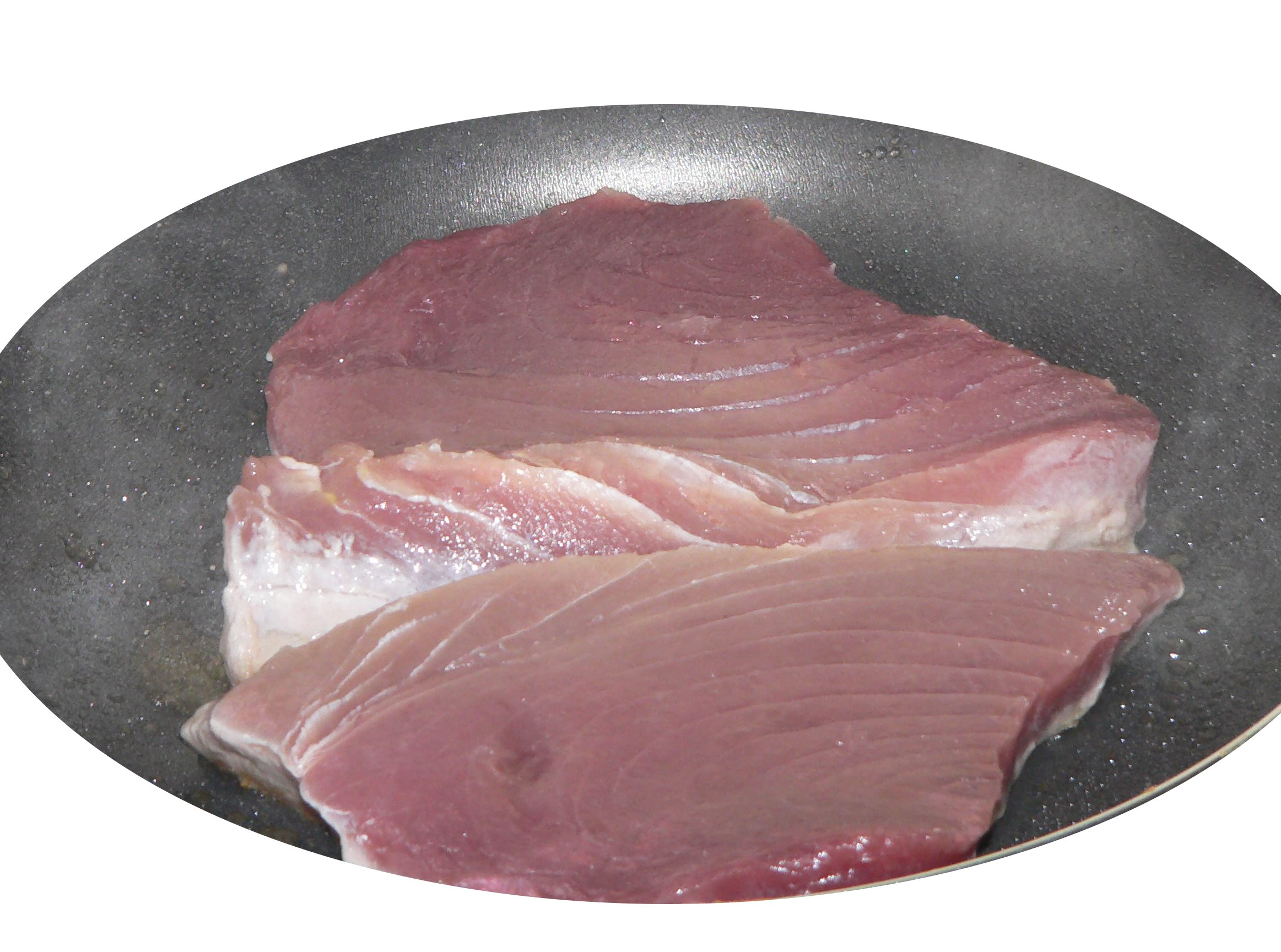
Tonijnfilet
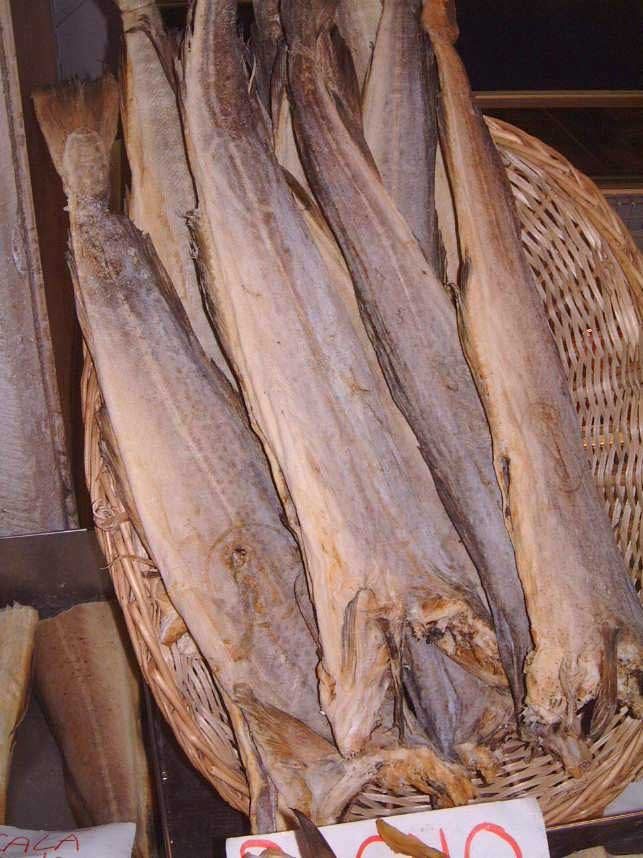
Stokvis
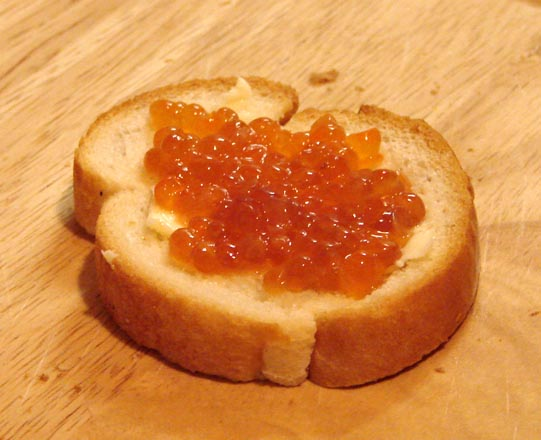
Zalmkuit